# 쿠프만연필꼬리나무쥐
쿠프만연필꼬리나무쥐(Chiropodomys karlkoopmani)는 쥐과에 속하는 설치류의 일종이다. 인도네시아 수마트라섬 서부 연안의 믄타와이 제도의 파가이섬과 시베루트섬의 토착종이다. 자연 서식지는 열대 기후 지역의 일차림 저지대 숲이다. 벌목 때문에 서식지 감소로 위협을 받고 있다.